# Pachnobia albuncula
Pachnobia albuncula är en fjärilsart som beskrevs av Eduard Friedrich Eversmann 1851. Pachnobia albuncula ingår i släktet Pachnobia och familjen nattflyn. Inga underarter finns listade i Catalogue of Life.